# Однажды в пустыне
«Однажды в пустыне» (первоначальное название: «Пальмира») — кинофильм Андрея Кравчука. Премьера на российских экранах состоялась 17 февраля 2022 года.

## Сюжет
По словам создателей ленты, «это фильм о сапёрах отряда разминирования, готовивших Пальмиру к проведению концерта, который войдет в историю как символ победы над терроризмом. Мы увидим двух героев. Один из них считал, что в жизни всё бывает, кроме счастливой любви и случайной смерти. А другой верил, что всё ровно наоборот». Кастинг-директор картины Юлия Аверкина рассказала, что «Однажды в пустыне» «соединит в себе остросюжетный боевик и мощную человеческую драму. В центре сюжета ленты саперы отряда разминирования, задача которых — спасти от разрушения Пальмиру, а вместе с ней и древнейшие памятники цивилизации».

## Актёры
- Александр Робак — капитан Дмитрий Шабёров, сапёр
- Павел Чинарёв — капитан Константин Жилин, сапёр
- Александр Метёлкин — лейтенант Макарский
- Екатерина Нестерова — Джамиля
- Игорь Гордин — генерал-майор
- Полина Пушкарук — жена Жилина
- Виталия Корниенко — дочь Жилина
- Анна Потебня — Татьяна, дочь Шабёрова
- Олег Васильков — дознаватель
- Сергей Бородинов — Павляк
- Алексей Комашко[укр.] — Слава, жених дочери Шабёрова
- Самвел Мужикян — Салман

## Премии
- 2022 — победа в номинации «лучшее полнометражное игровое кино» на кинофестивале «Лучезарный ангел»[5]
- 2022 — 7 номинаций премии «Золотой Орёл», включая категорию «Лучший фильм»[6]. Получены премии За лучший монтаж фильма и Лучшие визуальные эффекты.